# 费希尔方程
在数学中， 费希尔方程（Fisher equation），是由生物学家罗纳德·艾尔默·费希尔于1936年为了研究人群中某基因的传播，以及逻辑型的生长-扩散现象而引入的一个非线性偏微分方程。此方程可以描述一些在生物学和化学系统中出现的波的传播现象，例如燃烧、扩散和传质、非线性扩散、生态学以及反应堆中的中子数量等等。费希尔方程可写成以下形式:
{\displaystyle {\frac {\partial u}{\partial t}}-{\frac {\partial ^{2}u}{\partial x^{2}}}=au(1-u)} 。
费希尔方程是费希尔-柯尔莫哥洛夫方程的一种特例。

## 解析解
费希尔方程的行波解（traveling-wave solution）为：
{\displaystyle w(x,t)=\pm \xi ^{2}\varphi (\xi )}  且  {\displaystyle \xi =C_{1}exp({\frac {1}{6}}{\sqrt {6a}}x+{\frac {5}{6}}at)}
其中，{\displaystyle \varphi (\xi )} 通过隐函数定义为：
{\displaystyle \xi =\int {\frac {\mathrm {d} \varphi }{\sqrt {\pm (4\varphi ^{3}-1)}}}-C_{2}}
C1 和 C2 为任意的常数。上述定义的反函数对应着魏爾斯特拉斯橢圓函數，即
{\displaystyle \varphi (\xi )=\wp (\xi +C_{3},0,1)} 

## 行波图
|  |  |  |  |

|  |  |  |  |

|  |  |  |  |

## 延伸阅读
1. 谷超豪 《孤立子理论中的达布变换及其几何应用》 上海科学技术出版社
2. 阎振亚著 《复杂非线性波的构造性理论及其应用》 科学出版社 2007年
3. 李志斌编著 《非线性数学物理方程的行波解》 科学出版社
4. 王东明著 《消去法及其应用》 科学出版社 2002
5. 何青 王丽芬编著 《Maple 教程》 科学出版社 2010 ISBN 9787030177445
6. Richard H. Enns George C. McCGuire, Nonlinear Physics Birkhauser,1997
7. Eryk Infeld and George Rowlands,Nonlinear Waves,Solitons and Chaos,Cambridge 2000
8. Saber Elaydi,An Introduction to Difference Equationns, Springer 2000
9. Dongming Wang, Elimination Practice,Imperial College Press 2004
10. David Betounes, Partial Differential Equations for Computational Science: With Maple and Vector Analysis Springer, 1998 ISBN 9780387983004
11. George Articolo Partial Differential Equations & Boundary Value Problems with Maple V Academic Press 1998 ISBN 9780120644759